# Horikawa
Horikawa (堀河天皇, Horikawa-tennō; 8 agosto 1079 – 9 agosto 1107) è stato il 73º imperatore del Giappone secondo il tradizionale ordine di successione.

## Biografia
Il suo regno ebbe inizio nel 1087 e terminò nel 1107. Il suo nome personale era Taruhito-shinnō (善仁親王?, Taruhito-shinnō).
Era uno dei figli dell'imperatore Shirakawa, sua madre era Fujiwara no Kenshi (藤原賢子), figlia adottiva di Fujiwara Morozane (藤原師実), salì al trono dopo suo padre. Fa le sue consorti la quarta figlia dell'imperatore Go-Sanjō.
Alla sua morte il corpo venne seppellito nel Nochi no Yenkyō-ji no misasagi, città di Kyoto.